# Гетен
Гетен — село в Косоньській громаді Берегівського району Закарпатської області України. Село знаходиться за 3 км від села Попово та за 21 км від райцентру Берегово.
Назва, за однією з версій, походить від угорського слова, що означає цифру «сім», за іншою, це похідна від назв однієї з давньоугорських етнічних груп. Село вперше згадується в 1270 р. в описах власності феодала Лоняї,  як пригранична місцевість у володінні родини Ангелус. В 1383 р. як власник села згадується Ондраш Гетені. В XIV ст. місцевий суддя Керечені будує для села церкву, яка була знищена в 1566 р. татарами під час набігу. В XVI ст. село постраждало від розливу потічка Міце та річки Тиси. В 1607 р. мешканці перейшли в кальвіністську конфесію.
В періоди з 1920-1938 років та в 1944-1945 -му село носило назву Гетін, а за радянських часів, з  1945 по 1991 називалось Липове.

## Архітектура
Найвидатнішою пам’яткою села є його церква із дерев’яною дзвіницею. В 1793 р. в селі будується мурована церква простої форми, без вежі, без архітектурного декору. На тлі простої кам’яної церкви збудована поруч дерев’яна дзвіниця виглядає особливо вишукано, і по праву вважається однією з кращих пам’яток дерев’яної архітектури краю. Реформатська церква із дзвіницею внесені до переліку Пам'яток архітектури місцевого значення.
Неподалік від церкви, у сільському сквері, стоїть пам’ятник на честь односельчан, загиблих у Другій світовій війні та під час сталінських репресій.  

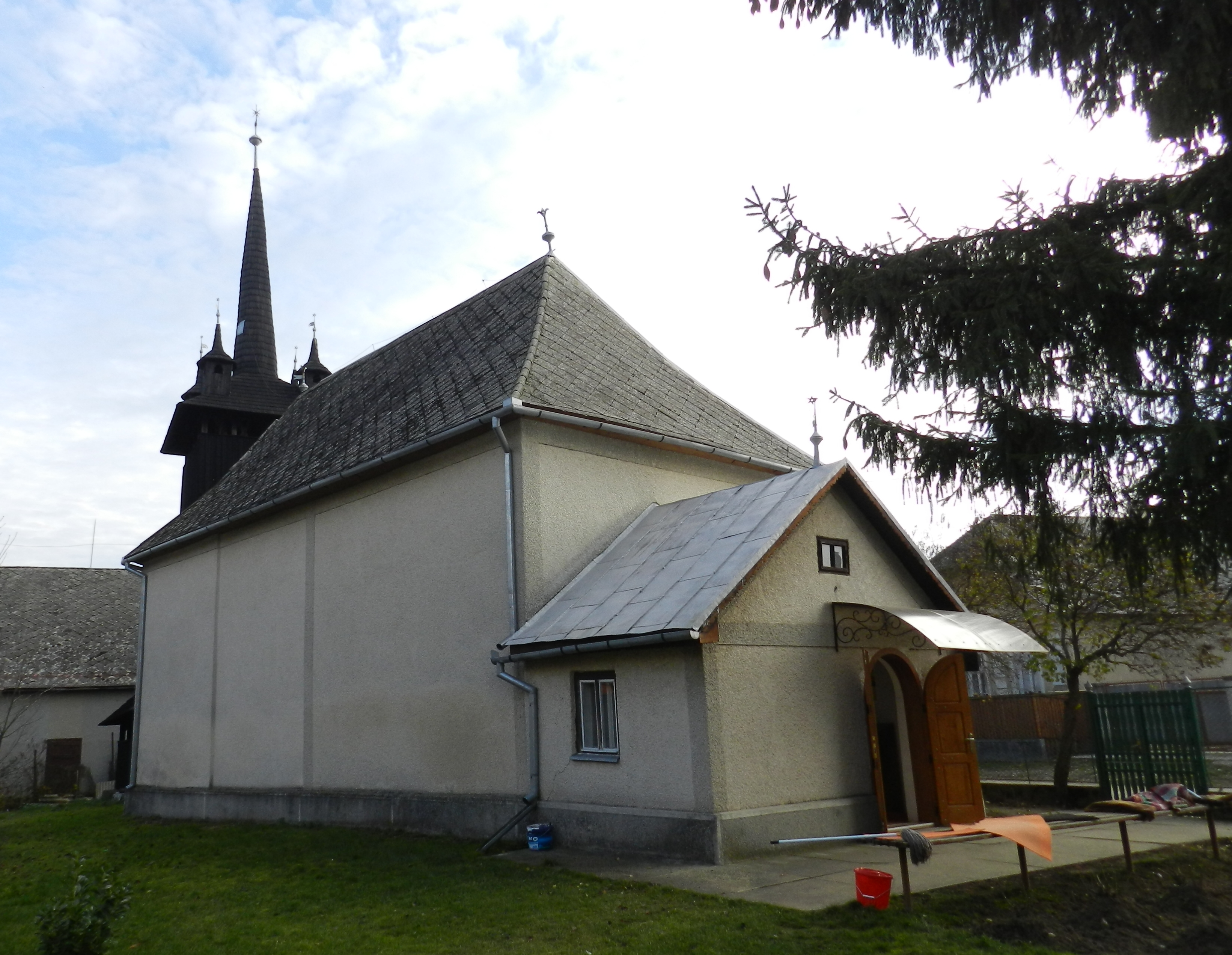
Реформатська церква в с. Гетен

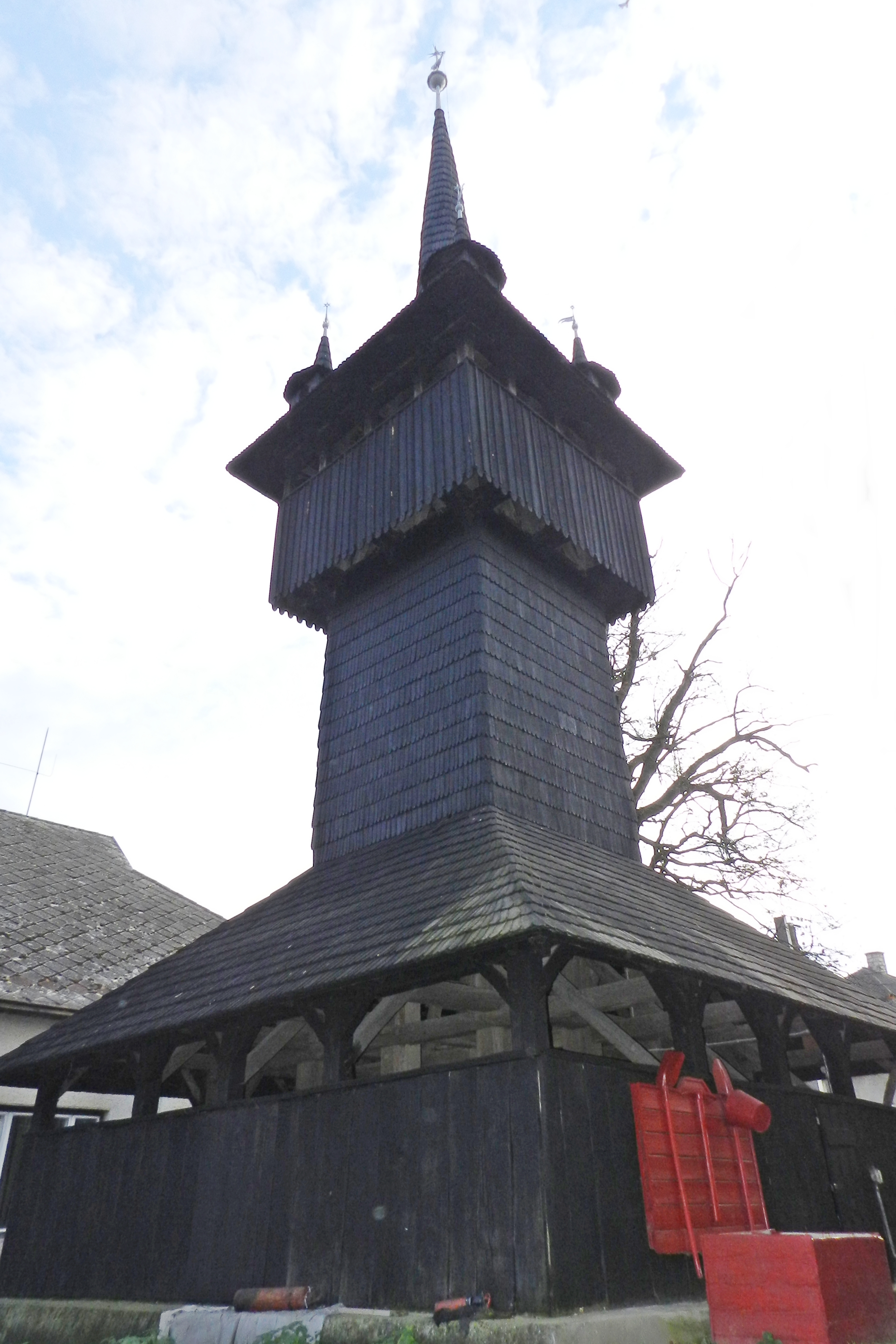
Дзвіниця при реформатській церкві, с. Гетен

На старовинному будинку поруч із церквою в 1996 р. місцевою організацією Товариства угорської культури Закарпаття була встановлена меморіальна таблиця на честь історичної події: в 1874 р. гетенський землевласник Шандор Чанаді переписав на ім’я Лайоша  Кошута, видатного державного діяча Угорщини, 6 гольдів (акрів) землі, аби той міг легально балотуватись на виборах. 

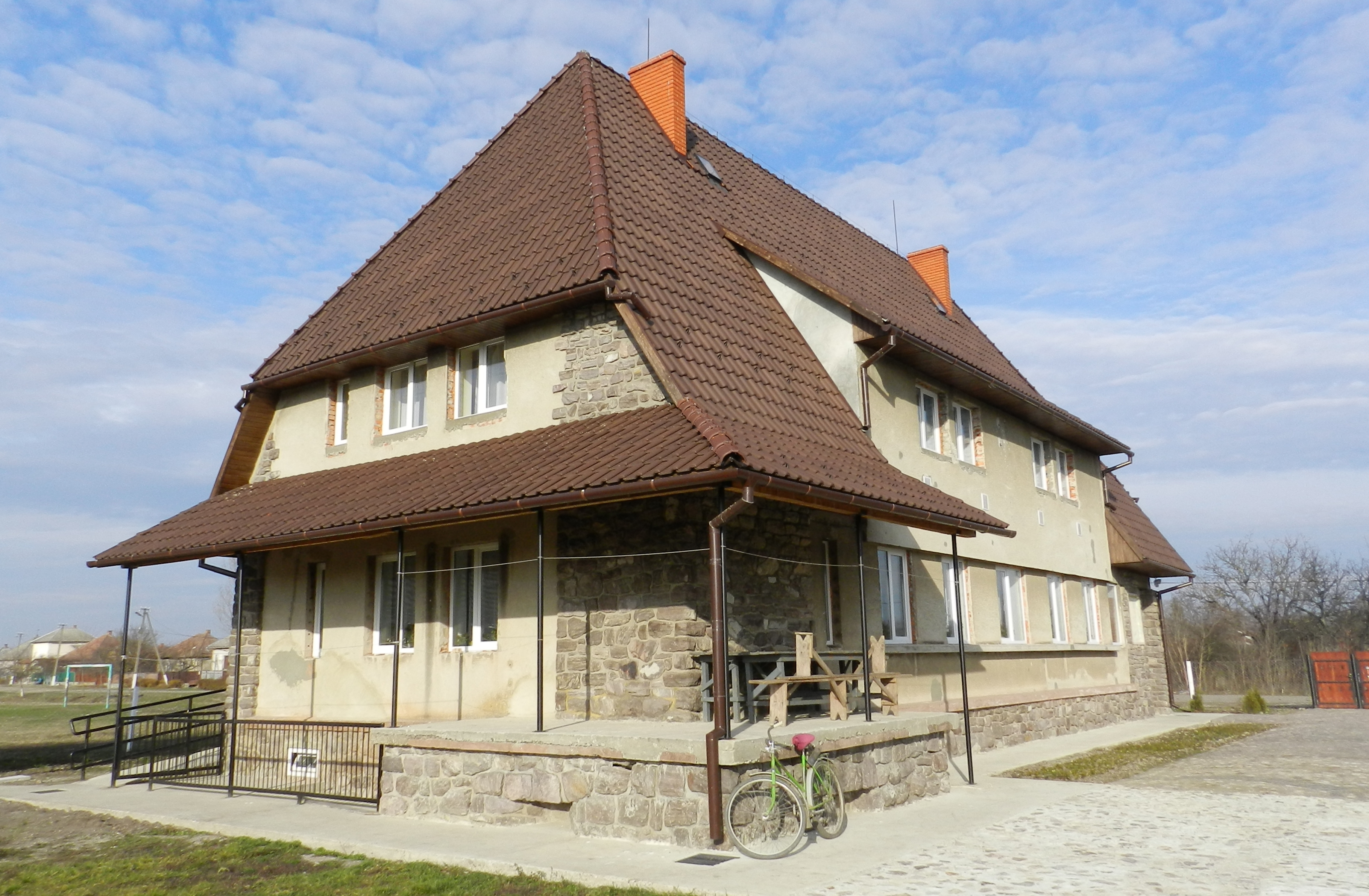
Колишня чехословацька прикордонна застава в с. Гетен

На околиці села знаходиться цікава споруда, у якій в 1920-30 рр. находилась прикордонна застава та митниця Чехословацької республіки. Після війни в ній працював інтернат для дітей з вадами розвитку, потім будівля була занедбана.  В 2012 році за ініціативи місцевої реформатської церкви будівля була викуплена та реконструйована, і в ній створили новий заклад для дітей та молодих людей  з вадами розвитку.

## Туристичні місця
- споруда, у якій в 1920-30 рр. находилась прикордонна застава та митниця Чехословацької республіки.
- Реформатська церква
- дерев’яна дзвіниця 
- пам’ятник на честь односельчан, загиблих у Другій світовій війні та під час сталінських репресій.
- меморіальна таблиця на честь історичної події: в 1874 р. гетенський землевласник Шандор Чанаді переписав на ім’я Лайоша Кошута, видатного державного діяча Угорщини, 6 гольдів (акрів) землі, аби той міг легально балотуватись на виборах. 

## Населення

### Мова
Розподіл населення за рідною мовою за даними перепису 2001 року:
| Мова       | Кількість | Відсоток |
| ---------- | --------- | -------- |
| угорська   | 750       | 98.56%   |
| українська | 7         | 0.92%    |
| російська  | 1         | 0.13%    |
| німецька   | 1         | 0.13%    |
| циганська  | 1         | 0.13%    |
| інші       | 1         | 0.13%    |
| Усього     | 761       | 100%     |

## Відомі люди
- Молнар Лайош Людвиґович — український лірник, бандурист та композитор.